# La Unión (España)
La Unión es un municipio y localidad española de la Región de Murcia. Perteneciente a la comarca del Campo de Cartagena, cuenta con una población de 21 153 habitantes (INE 2024).

## Geografía
El término municipal, además de la propia ciudad de La Unión, cuenta con dos pedanías: Roche y Portmán en la costa. Pertenece al partido judicial de Cartagena.
El municipio de La Unión constituye un enclave dentro del término municipal de Cartagena, lindando al sur con el mar Mediterráneo.

## Historia
La historia del territorio de La Unión está indisolublemente ligada a la historia del desarrollo de la minería de la sierra litoral de Cartagena-La Unión.

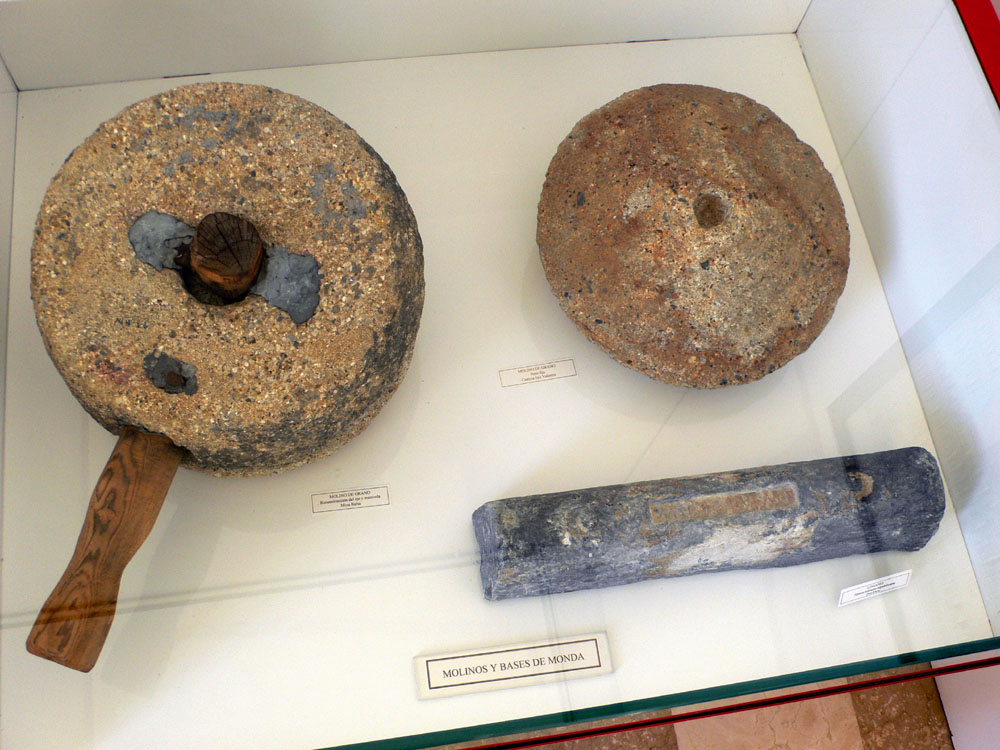
Útiles de la minería de época romana. Museo Arqueológico de La Unión, en Portmán

El asentamiento más antiguo del municipio se encuentra en la pedanía de Portmán, topónimo cuyo origen está, no de un supuesto catalán o catalanizado Port Many, sino de una forma romance Port Mágn o Port Mán, previa a la presencia catalana y estancado en su evolución fonética por haber sido transmitida por el árabe durante la ocupación musulmana (está atestiguada la forma Burtuman al-Kabir, 'Burtumán el Grande'), teniendo como étimo remoto el latín dialectal Portu Magnu y este a su vez la forma gramática clásica Portus Magnus, resultado en el cual influyó finalmente la fonética local del dialecto murciano que pronuncia la voz como Pormán o Polmán.
En toda la sierra minera abundan yacimientos arqueológicos que atestiguan la explotación de las minas desde tiempos inmemoriales. Por el puerto de Portmán, de las minas romanas de Carthago Nova se exportaban lingotes de plata, plomo, hierro, cinc, y otros minerales a todo el Imperio. La arqueóloga Eulalia Sintas Martínez estudió esos restos arqueológicos que demuestran que la zona fue la principal suministradora de plata y plomo a todo el Imperio romano en época republicana.
En 1243, el infante Alfonso, futuro Alfonso X el Sabio, integra este territorio en la Corona de Castilla en virtud del Tratado de Alcaraz formando parte del término concejil de Cartagena.
Debido al rápido y pingüe desarrollo de la minería durante el siglo XIX, las corporaciones pedáneas de Garbanzal, Herrerías y Portmán decidieron secesionarse de Cartagena a fin de fusionarse en municipio y Ayuntamiento propios con el nombre de Villa de El Garbanzal (1 de enero de 1860).
Portmán seguiría sirviendo entonces como puerto minero. Sin embargo, pronto las desavenencias entre los pobladores de los principales caseríos (Garbanzal y Herrerías) condujeron al cambio de nombre del joven municipio, que pasaría a llamarse La Unión a partir de 1868, cuando Juan Prim, en su camino proclamando la revolución La Gloriosa de Cádiz a Cataluña decidió fusionar las poblaciones. En 1894, la villa recibiría el título de ciudad. Una considerable inmigración de andaluces almerienses, jienenses y granadinos, venidos a trabajar en las minas de la localidad, contribuyó al especial carácter etno-cultural de la ciudad, ciertamente afín al de la Andalucía oriental (en especial, en lo relativo al cante de las minas - cante jondo).
El trabajo en las minas no dejaba de ser una actividad peligrosa. Los trabajadores carecían de garantías laborales, sus horarios eran disparatados y en unas condiciones lamentables de semiesclavitud, expuestos a enfermedades irreversibles que les perseguirían toda su vida, y con unos salarios que no recompensaban todo el esfuerzo que realizaban los mineros, que bajaban cada día a los túneles arriesgando sus vidas (la minería tiene la mayor tasa de lesiones mortales entre todas las industrias). Los mineros tenían que trabajar en un entorno de sulfatos y sílice (que causaba silicosis). La presencia de heridos, víctimas de las labores mineras, era cotidiana, llegando a crearse un espacio exclusivo para ellos, el Hospital de Caridad de Portmán. Este escenario también motivó la aparición de organizaciones obreras y protestas sindicales, habitualmente reprimidas por las fuerzas de orden público, como en los sucesos del Descargador en 1916.
Además, la mayoría de la fortuna generada por el sector minero marchó fuera de las fronteras unionenses. Con la plata de sus minas se construyó, por ejemplo, el Palacio de Aguirre o la casa señorial de la calle Jabonerías de Cartagena (hoy parroquia de San Antonio).

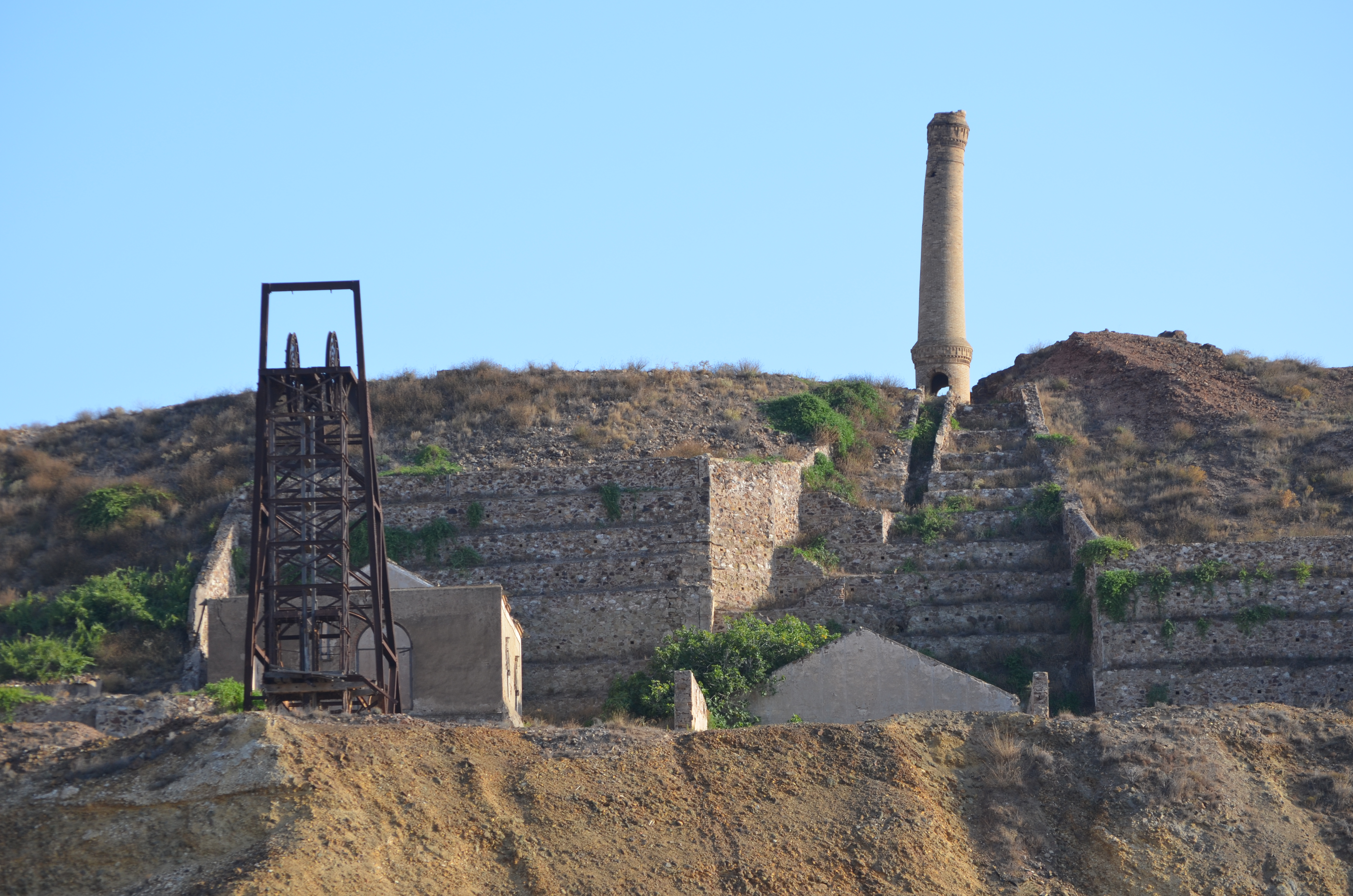
Mina Cabezo Rajao

A partir de 1919 se iban agotando los yacimientos y los minerales eran cada vez más pobres en plomo y plata. Tras la Primera Guerra Mundial disminuye considerablemente la demanda de mineral de plomo (hasta entonces utilizado en la fabricación de proyectiles, entre otros usos), causando esto una severa decadencia con el correspondiente éxodo, perdiendo la mitad de su población cuando a finales del siglo XIX y comienzos del XX superaba los 30 000 habitantes.
Ignorancia, incuria y lucro permitieron a partir de entonces el derribo de una interesante arquitectura decimonónica, de la que aún quedan ciertas muestras como el antiguo mercado y las casas Plazas, Piñón, antiguo Telégrafos y otras varias en las calles Mayor y Real. En 1940, el Ayuntamiento y sus archivos fueron pasto de un fatal incendio, lo que hasta hoy dificulta el estudio histórico de esta interesante población, ejemplo de una colonización que, tardía en la misma península, era contemporánea a la que se llevaba a cabo en regiones mineras de las Américas.
Una posterior reactivación de la minería llegó a partir de la década de 1950, con la modernización de los métodos de explotación minera, reutilizando zonas explotadas y abandonadas en épocas anteriores, aprovechando los materiales de desecho abandonados. En estos años la compañía multinacional Peñarroya emprendió entre 1957 y 1988 un monopolio de explotación en la Sierra Minera de La Unión. En el año 1988, con una situación ya de claro retroceso, el monopolio cambia de manos, esta vez a las de una compañía comarcal, Portmán Golf, que pretendió conjugar una minería marginal con el aprovechamiento turístico del entorno de Portmán. En 1991, después de dos milenios de explotaciones, se procede al cierre definitivo de las minas. El agotamiento de los criaderos y explotaciones no hacía posible ni rentable la perduración del negocio. La extrema contaminación de Portmán levantaba cada vez con más fuerza la alarma social.

## Servicios

### Comunicaciones

#### Carreteras
El municipio es atravesado por la N-332. Además, cuenta con accesos en las vías CT-32, CT-34 (Alumbres), RM-12 (El Algar), RM-F41 (Roche), RM-F39 (Los Camachos), RM-F40 (Los Oliveras) y RM-F43 (Llano del Beal)

#### Autobús
El servicio de transporte público urbano conecta la localidad con la ciudad de Cartagena.
| Línea | Recorrido                                            | Operador       |
| ----- | ---------------------------------------------------- | -------------- |
| 21    | Cartagena - Los Urrutias - Playa Honda (sólo verano) | ALSA (TUCARSA) |

El servicio de viajeros por carretera de la localidad se engloba dentro de la marca Movibus, sistema de transporte público interurbano de la Región de Murcia (España), que incluye los servicios de autobús de titularidad autonómica.
| Línea | Recorrido                                          | Operador       |
| ----- | -------------------------------------------------- | -------------- |
| 42A   | Cartagena - La Unión                               | ALSA (TUCARSA) |
| 42B   | Portmán - La Unión                                 | ALSA (TUCARSA) |
| 42C   | Cartagena - Roche - La Unión                       | ALSA (TUCARSA) |
| 43    | Cartagena - Cabo de Palos - La Manga del Mar Menor | ALSA (TUCARSA) |

Además, presta servicio la siguiente línea de largo recorrido:
| Línea   | Recorrido                      | Operador |
| ------- | ------------------------------ | -------- |
| VAC-055 | Madrid - Alicante con hijuelas | ALSA     |

#### Ferrocarril
Por el municipio transcurre un tramo del ferrocarril de vía estrecha de la Línea Cartagena-Los Nietos operado por Renfe Cercanías AM, con una estación en el núcleo urbano de La Unión y tres apeaderos (Sierra Minera, La Unión Vieja y La Esperanza) que la mantienen comunicada con poblaciones vecinas, como Llano del Beal, Los Nietos o Cartagena.

### Educación
La Unión cuenta con dos institutos de enseñanzas medias: Sierra Minera y María Cegarra Salcedo. Uno de educación especial: CEE Enrique Viviente. Dos centros de educación infantil y cuatro de primaria: CEIP Herrerías, CEIP Alfonso X El Sabio, CEIP Rey Juan Carlos I y CEIP El Garbanzal. Dos colegios concertados: Colegio Nuestra Señora del Carmen de Educación Infantil, Primaria y Secundaria Obligatoria y Colegio Sabina Mora de Educación Especial, Infantil, Primaria y Secundaria Obligatoria. 
El la pedanía de Roche hay un Centro de Primaria: CEIP Ginés Cabezos Gomariz y uno de Educación Infantil 
En la pedanía de Portmán hay un Centro de Primaria: CEIP Santiago Apóstol y uno de Educación Infantil.

### Salud
En el ámbito sanitario cuenta con centros de salud y consultorios médicos.

## Demografía
La Unión cuenta con una población de 21 153 habitantes (INE 2024).
| Gráfica de evolución demográfica de La Unión entre 1860 y 2021 |
| |
| Población de derecho según los censos de población del INE Población de hecho según los censos de población del INEEn 1859 aparece este municipio porque se segrega del municipio Cartagena, por R.O. de 10.12.1859. |

En la evolución demográfica de La Unión desde 1900 resultan evidentes los efectos de la crisis minera de principios de siglo, con una pérdida de casi los dos tercios de la población. Desde el mínimo histórico de 1940, en cambio, la tendencia general es ascendente.

## Economía

### Minas

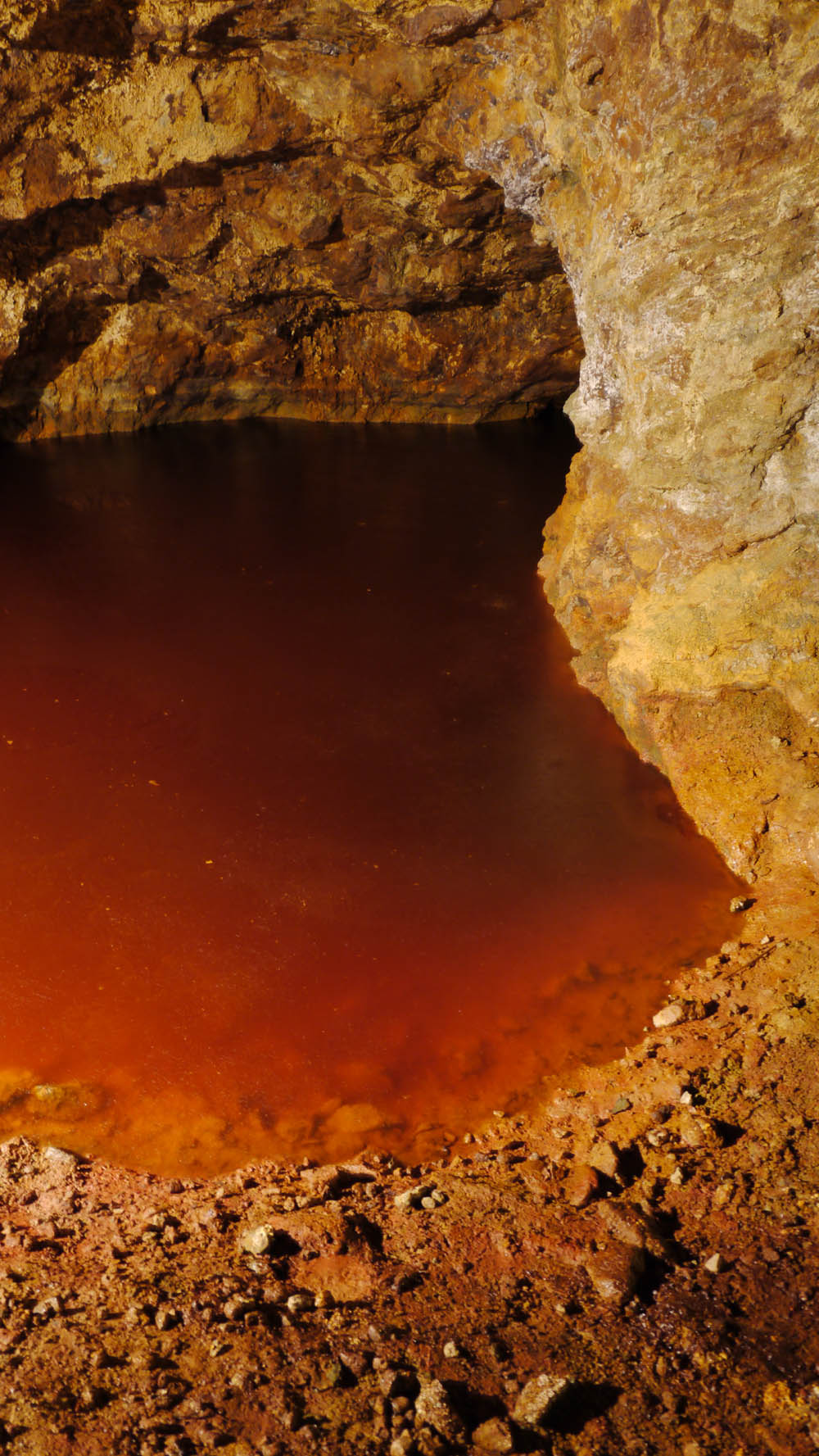
Lago ácido en el interior de la Mina Agrupa Vicenta

La economía de La Unión se basó durante mucho tiempo en la explotación de las minas de su sierra. Tras la decadencia que sobrevino en la década de 1920, nuevas iniciativas y procedimientos de explotación (relavado de viejos detritos y roza abierta) animaron la minería hacia los años 1960. Por entonces llegan los primeros inmigrantes marroquíes a participar en el laboreo. Sin embargo, la actividad minera fue clausurada definitivamente en 1991.

### Turismo
Agotadas o abandonadas por poco rentables las distintas explotaciones, La Unión se ha ido convirtiendo en una ciudad dormitorio de Cartagena. También tiene relativa importancia para La Unión el turismo, tanto en lo referente al Parque Minero de La Unión; con la visitable Mina Agrupa Vicenta, como el conocido Festival del Cante de las Minas.

## Administración y política
| Periodo   | Nombre                               | Partido | Partido                                               |
| --------- | ------------------------------------ | ------- | ----------------------------------------------------- |
| 1979-1987 | Andrés Martínez Cánovas              |         | Partido Socialista de la Región de Murcia (PSRM-PSOE) |
| 1987-1995 | Salvador Alcaraz Pérez               |         | Partido Socialista de la Región de Murcia (PSRM-PSOE) |
| 1995-1999 | Juan Antonio Sánchez-Castañol Conesa |         | Partido Popular (PP)                                  |
| 1999-2007 | José Manuel Sanes Vargas             |         | Partido Socialista de la Región de Murcia (PSRM-PSOE) |
| 2007-2014 | Francisco M. Bernabé Pérez           |         | Partido Popular (PP)                                  |
| 2014-2015 | Julio García Cegarra                 |         | Partido Popular (PP)                                  |
| 2015-2023 | Pedro López Milán                    |         | Partido Socialista de la Región de Murcia (PSRM-PSOE) |
| 2023-act. | Joaquín Zapata                       |         | Partido Popular (PP)                                  |

| Partido político                                      | 2023                     | 2023                     | 2023                     | 2019  | 2019  | 2019       | 2015  | 2015  | 2015       | 2011  | 2011  | 2011       | 2007  | 2007  | 2007       |
| Partido político                                      | %                        | Votos                    | Concejales               | %     | Votos | Concejales | %     | Votos | Concejales | %     | Votos | Concejales | %     | Votos | Concejales |
| Partido Popular (PP)                                  | 37,98                    | 3287                     | 9                        | 29,55 | 2514  | 6          | 36,15 | 3056  | 7          | 60,59 | 5411  | 11         | 48,97 | 4055  | 9          |
| Partido Socialista de la Región de Murcia (PSRM-PSOE) | 34,85                    | 3016                     | 9                        | 46,14 | 3925  | 9          | 41,23 | 3485  | 8          | 30,58 | 2731  | 5          | 43,52 | 3604  | 7          |
| Vox                                                   | 10,07                    | 872                      | 2                        | 4,62  | 393   | 0          | –     | –     | –          | –     | –     | –          | –     | –     | –          |
| Democráticos La Unión (DLU)                           | 6,13                     | 531                      | 1                        | –     | –     | –          | –     | –     | –          | –     | –     | –          | –     | –     | –          |
| Izquierda Unida (IU)                                  | 4,51                     | 391                      | 0                        | 3,65  | 311   | 0          | 9,78  | 827   | 1          | 6,89  | 615   | 1          | 6,77  | 561   | 1          |
| Ciudadanos (CS)                                       | 0,88                     | 77                       | 0                        | 9,35  | 796   | 2          | 7,58  | 641   | 1          | –     | –     | –          | –     | –     | –          |
| Podemos                                               | Con Izquierda Unida (IU) | Con Izquierda Unida (IU) | Con Izquierda Unida (IU) | 4,05  | 345   | 0          | –     | –     | –          | –     | –     | –          | –     | –     | –          |

## Monumentos y lugares de interés

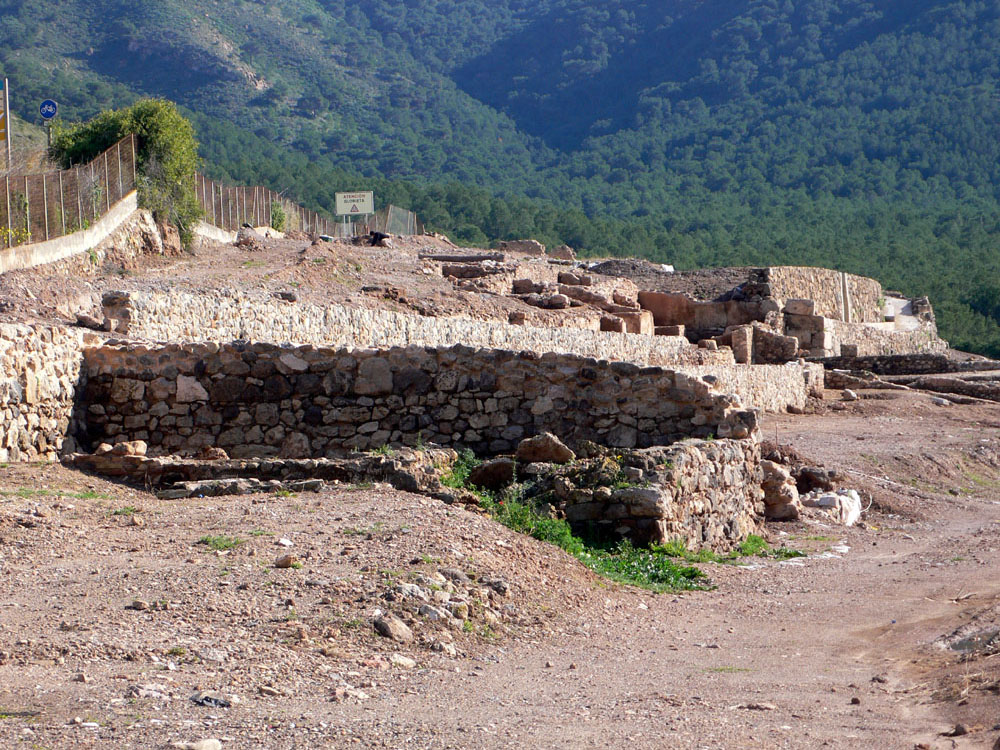
Vista general del yacimiento de la Villa del Paturro. Portmán

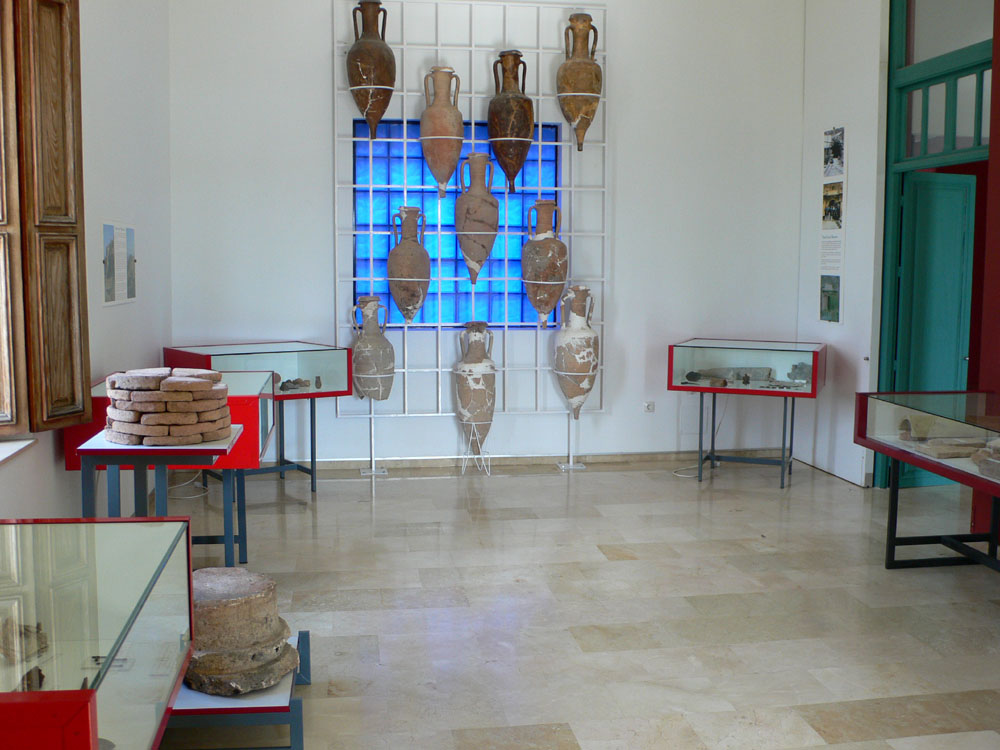
Museo arqueológico en Portmán

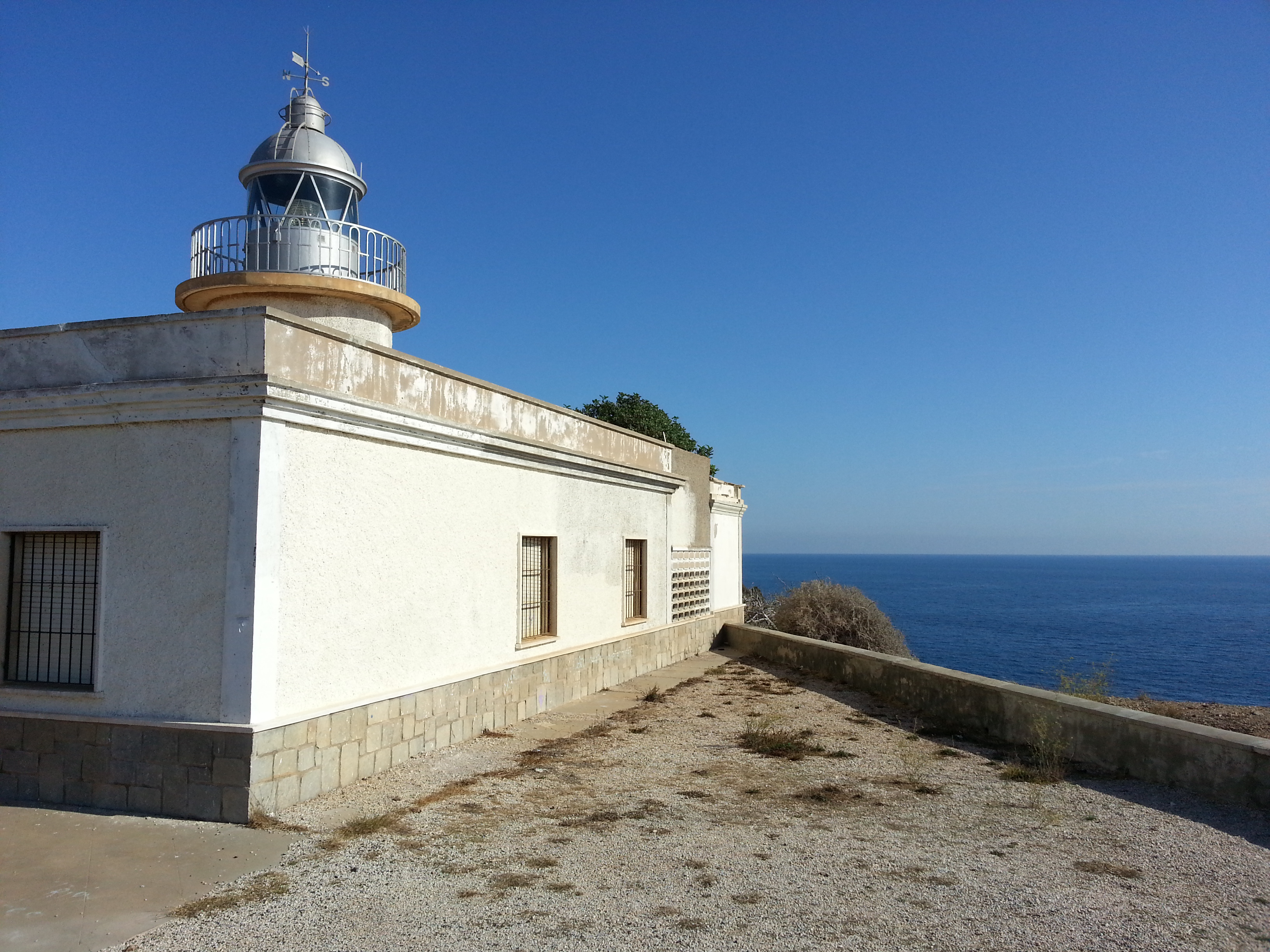
Faro de Portmán

### Yacimientos arqueológicos
- Villa romana del Paturro en Portmán
- Parque minero de La Unión

### Monumentos civiles

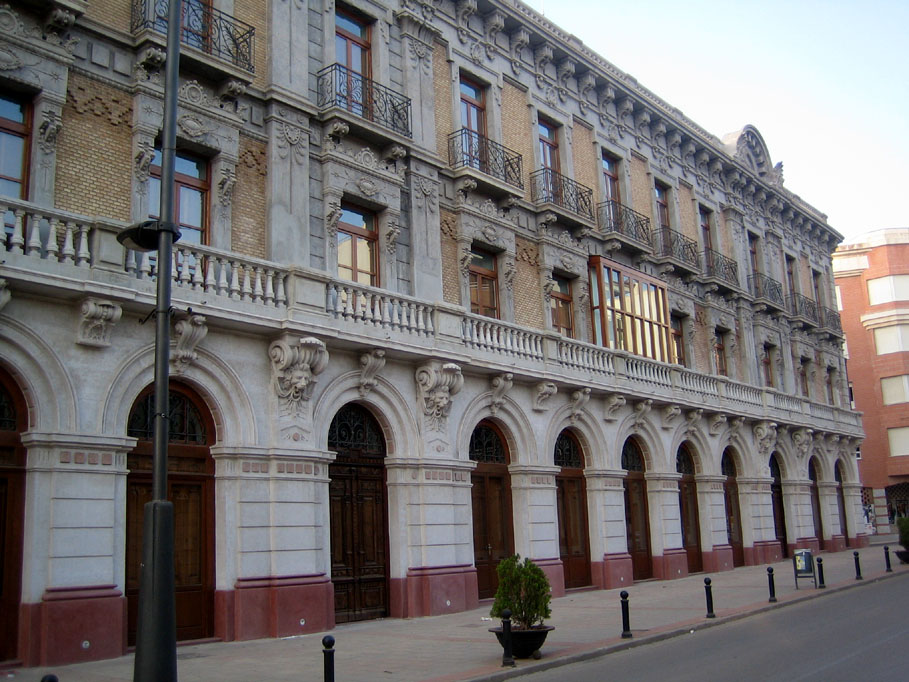
Casa del Piñón. Eclecticismo beaux-arts, obra de Pedro Cerdán

- El Antiguo Mercado Público. Obra de Víctor Beltrí
- Casa del Piñón. Obra de Pedro Cerdán
- Hospital de Sangre (demolido), obra de Carlos Mancha
- Liceo de Obreros
- La Cooperativa, obra de Carlos Mancha Escobar
- Casa Cortés, obra de Víctor Beltrí
- Antiguo Hospital de la Caridad (pedanía de Portmán)
- Casa del Tío Lobo (pedanía de Portmán)
- Faro de Portmán (pedanía de Portmán)

### Monumentos religiosos
- Parroquia Nuestra Señora del Rosario
- Parroquia Nuestra Señora de Los Dolores (En Roche)
- Parroquia Nuestra Señora de Los Dolores (El Garbanzal)

### Museos
- Museo Arqueológico, situado en Portmán
- Museo Minero
- Museo Etnológico, situado en Roche
- Museo de la Semana Santa Minera de La Unión, con numerosas imágenes de Paco Conesa
- Museo del Cante de las Minas de La Unión

## Cultura
El dialecto local es afín a las modalidades del murciano, con algunos escasos catalanismos y vestigios aragoneses del Reino de Murcia, cual atestiguan los topónimos Calblanque (Cap Blanc), Calnegre (Cap Negre), Carmolí (Cap del Molí) y El Gorguel. La emigración de mineros andaluces del entresiglo XIX-XX acentuaría aún más el carácter de enclave andaluz de la zona. A partir de su institución en 1960, ha alcanzado gran celebridad el Festival del Cante de las Minas, donde cada año cobran nueva vida los cantes de la región (i.e., taranta, minera, cartagenera, murciana, etc.) junto a los demás subgéneros o palos del flamenco jondo.
- Minas: A mediados de 2010 se recuperó para el público una de sus minas, Agrupa Vicenta, con el objetivo de recrear las condiciones y la actividad que se ejercía en estos espacios, y más concretamente en esta.
- Cultura: En el citado Festival del Cante de las Minas, en pugna de sus galardones cada año cobran vida nuevos cantantes, guitarristas y bailaores procedentes de todo el territorio español. Al mismo tiempo, en cada edición concurren artistas ya consagrados, como han sido Paco de Lucía, Diego el Cigala y Enrique Morente y --anterior ganador de la competición-- Miguel Poveda.

### Gastronomía
- mi[n]chirones con guindilla
- mújol a la sal
- potaje de legumbres
- caracoles chupaeros
- mero a la cazuela
- magra de cerdo en salsa de tomate rallado
- pelotas de pavo
- sopa de pescado
- cabrito al horno
- charcutería: blancos, longaniza, butifarra, morcilla, morcilla de arroz, morcón
- sopa de gurullos
- salazón de melva con tomate fresco
- tápenas
- bebidas típicas mineras: láguena y reparo.
- pan sobado
- Torrás
- rollicos y mantecados de Pascua
- mostachones
- crespillos
- migas de pan con longaniza
- migas de harina de trigo

### Vitivinicultura
En los municipios de Torre Pacheco, Fuente Álamo, La Unión y Cartagena existe producción vitivinícola de vinos tintos y blancos amparados bajo la denominación de vinos de la tierra.

### Fiestas y otros acontecimientos
- Festival Internacional del Cante de las Minas
- Semana Santa Minera
- Fiestas Patronales en honor a Nuestra Señora del Rosario. Octubre
- Fiestas Populares de Roche. Julio y agosto
- Fiestas Patronales de Portman, Santiago Apóstol. 25 de julio
- Feria Anual de Minerales y Fósiles